# 도미지아나 지오다노

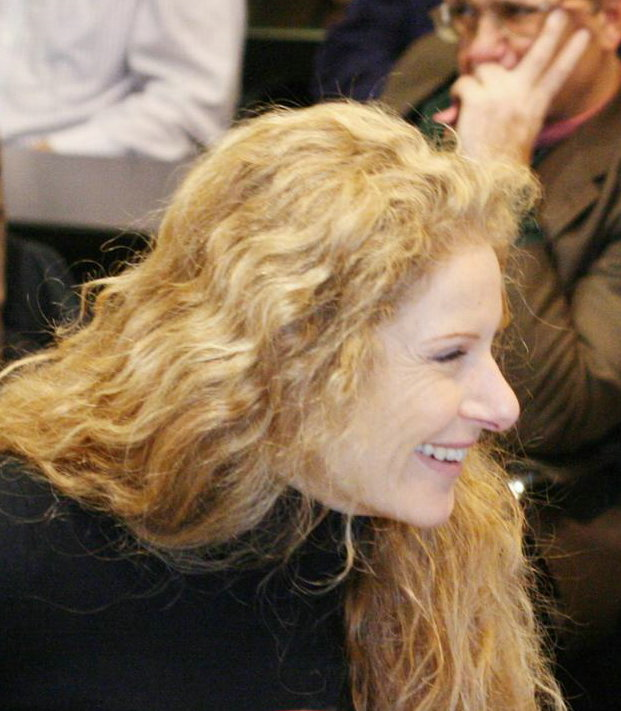

도미지아나 지오다노(Domiziana Giordano, 1959년 9월 4일 ~ )는 이탈리아의 배우, 사진가, 시인, 영화배우, 작가이다.
로마에서 태어났다.

## 영화
- 캐논 인버스 (2000년)
- 마리오와 마법사 (1994년)
- 뱀파이어와의 인터뷰 (1994년) - 마들레인 역
- 누벨 바그 (1990년)
- 노스탤지아 (1983년)